# هونگ چا-اوک
هونگ چا-اوک (انگلیسی: Hong Cha-ok؛ زادهٔ ۱۰ مارس ۱۹۷۰) بازیکن تنیس روی میز اهل کره جنوبی بود.